# Gare de Montry - Condé
Gare de Montry - Condé vasútállomás Franciaországban, Montry településen.

## Vasútvonalak
Az állomást az alábbi vasútvonalak érintik:
- Esbly-Crécy-la-Chapelle-vasútvonal

## Kapcsolódó állomások
A vasútállomáshoz az alábbi állomások vannak a legközelebb:
- Gare d’Esbly (Gare d’Esbly, Île-de-France tramway Line 14)
- Gare de Couilly - Saint-Germain - Quincy (Gare de Crécy-la-Chapelle, Île-de-France tramway Line 14)